# Ribagorça

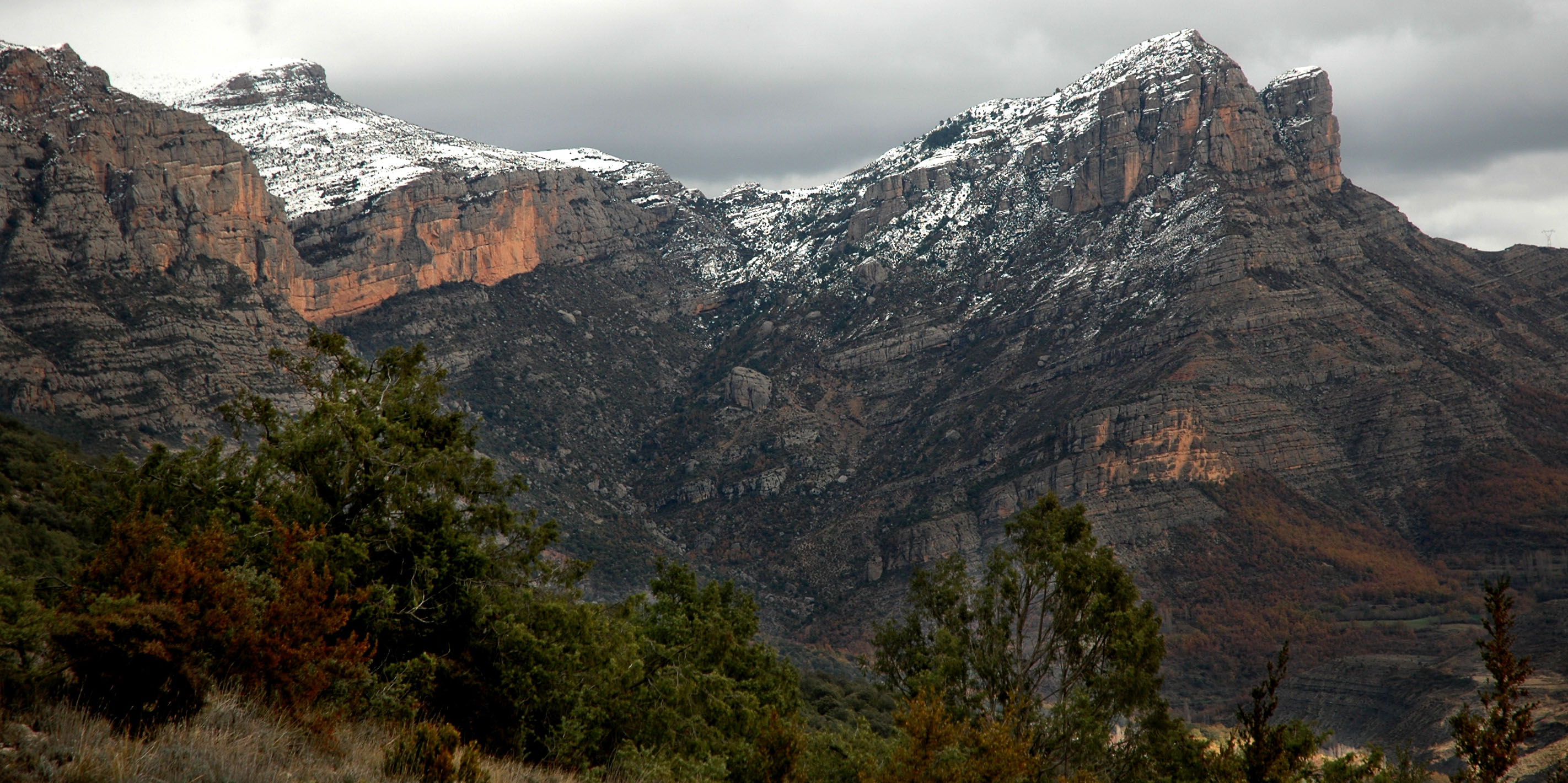
Serra Cis

A Ribagorça (em catalão La Ribagorça; em castelhano La Ribagorza) é uma comarca da província de Huesca, na comunidade autónoma de Aragão, na Espanha. Abrange uma área de 2459,8 km² e contém 12.129 habitantes (2002). Inclui os seguintes municípios:
Inclui os seguintes municípios: Arén, Benabarre, Benasque, Bisaurri, Bonansa, Campo, Capella, Castejón de Sos, Castigaleu, Chía, Estopiñán del Castillo, Foradada de Toscar, Graus, Isábena, Lascuarre, Laspaúles, Monesma y Cajigar, Montanuy, Perarrúa, La Puebla de Castro, Puente de Montañana, Sahún, Santa Liestra y San Quílez, Secastilla, Seira, Sesué, Sopeira, Tolva, Torre la Ribera, Valle de Bardagí, Valle de Lierp, Veracruz, Viacamp y Litera, Villanova.
Confina a norte com a França (departamento de Haute-Garonne), a noroeste com o vale de Aran, a este com as comarcas de Alta Ribagorça e Pallars Jussà, a sudeste com a comarca de Noguera (todas na província de Lérida), a sul com a comarca de La Litera, a sudoeste com a comarca de Somontano de Barbastro e a oeste com a comarca de Sobrarbe (estas últimas na província de Huesca).